# Cyphia

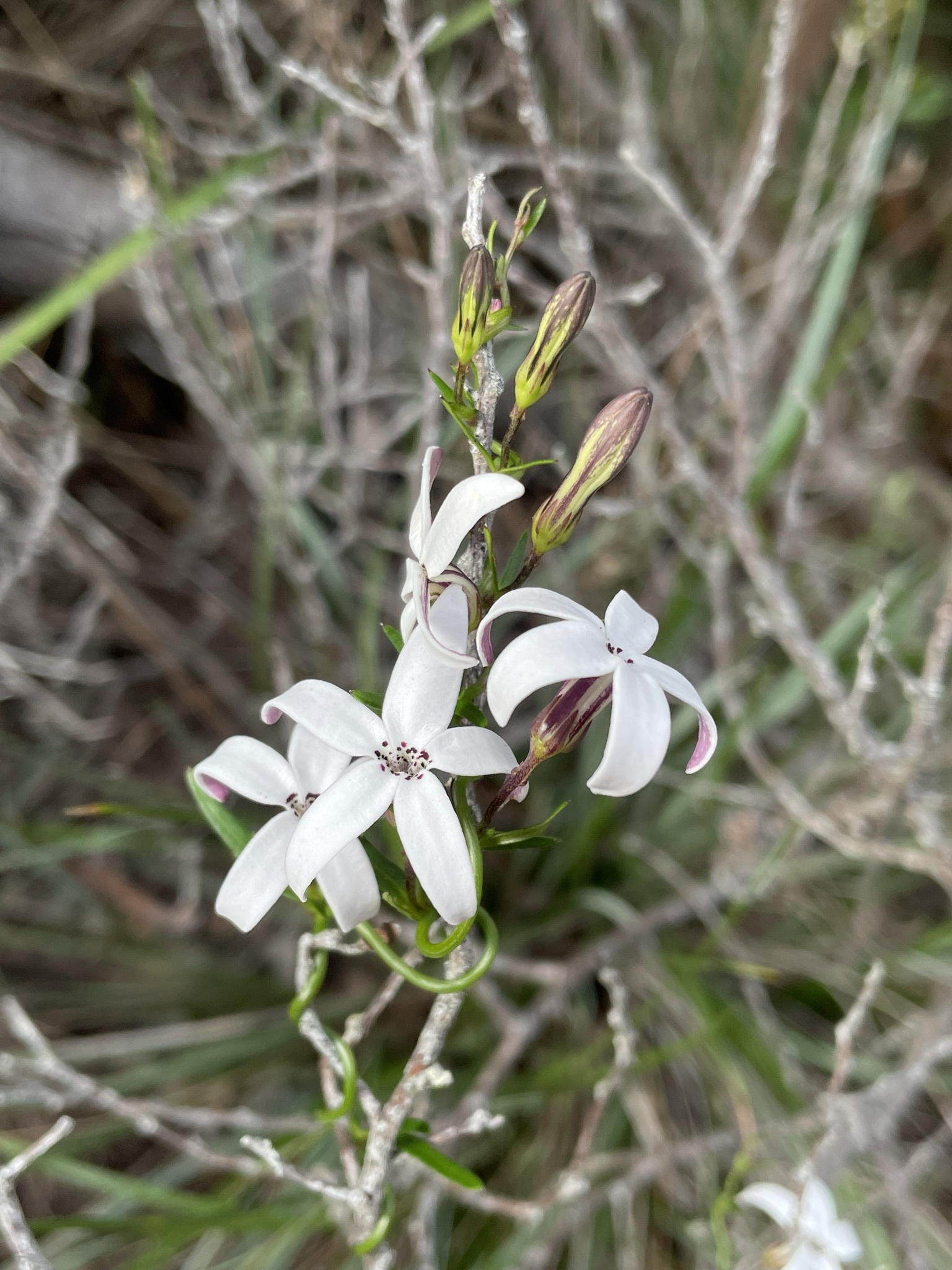
Cyphia volubilis

Cyphia – rodzaj roślin z rodziny dzwonkowatych. Obejmuje 68 gatunków. Wszystkie występują w Afryce od Erytrei, Etiopii i Demokratycznej Republiki Konga na południe, poza tym na Wyspach Zielonego Przylądka. Bulwy tych roślin są jadalne.

## Morfologia
PokrójByliny z kulistymi lub wydłużonymi bulwami korzeniowymi, o pędach prosto wzniesionych lub (częściej) wspinających się i wijących.
LiścieSkrętoległe.
KwiatyZebrane w szczytowe grona. Kielich pięciodziałkowy, asymetryczny z niesparowaną, ustawioną brzusznie działką. Korona grzbiecista, z trzema płatkami tworzącymi wargę górną i dwiema tworzącymi dolną. Płatki są wolne lub zrastają się, czasem niemal w rurkę o niemal równych łatkach. Pręciki w liczbie 5, osadzone są nad zalążnią. Ich nitki i pylniki są wolne, czasem nitki zrastają się. Zalążnia dolna, rzadko niemal w górnej pozycji, dwukomorowa. Szyjka słupka z wgłębionym i wypełnionym cieczą znamieniem.
OwoceTorebki dwukomorowe, otwierające się dwiema klapami, czasem rozdzielonymi podłużnie, co w efekcie wygląda jak cztery klapy. Nasiona oskrzydlone dookoła, trójkanciaste lub z łupiną siateczkowaną, liczne.

## Systematyka
Pozycja systematyczna
Rodzaj z rodziny dzwonkowatych Campanulaceae klasyfikowany w jej obrębie do monotypowej podrodziny Cyphioideae.
Wykaz gatunków
- Cyphia alba N.E.Br.
- Cyphia alicedalensis E.Wimm.
- Cyphia angustifolia Eckl. & Zeyh. ex C.Presl
- Cyphia aspergilloides E.Wimm.
- Cyphia banksiana (E.Wimm.) E.B.Knox
- Cyphia basiloba E.Wimm.
- Cyphia belfastica E.Wimm.
- Cyphia bolusii E.Phillips
- Cyphia brachyandra Thulin
- Cyphia brevifolia Thulin
- Cyphia brummittii Thulin
- Cyphia bulbosa (L.) P.J.Bergius
- Cyphia comptonii Bond
- Cyphia corylifolia Harv.
- Cyphia couroublei Bamps & Malaisse
- Cyphia crenata (Thunb.) C.Presl
- Cyphia decora Thulin
- Cyphia deltoidea E.Wimm.
- Cyphia digitata (Thunb.) Willd.
- Cyphia elata Harv.
- Cyphia erecta De Wild.
- Cyphia eritreana E.Wimm.
- Cyphia galpinii E.Wimm.
- Cyphia gamopetala J.Duvign. & Denaeyer
- Cyphia georgica E.Wimm.
- Cyphia glabra E.Wimm.
- Cyphia glandulifera Hochst. ex A.Rich.
- Cyphia heterophylla C.Presl
- Cyphia incisa (Thunb.) Willd.
- Cyphia lasiandra Diels
- Cyphia linarioides C.Presl
- Cyphia longiflora Schltr.
- Cyphia longifolia N.E.Br.
- Cyphia longilobata E.Phillips
- Cyphia longipedicellata E.Wimm.
- Cyphia maculosa E.Phillips
- Cyphia mafingensis Thulin
- Cyphia mazoensis S.Moore
- Cyphia natalensis E.Phillips
- Cyphia nyikensis Thulin
- Cyphia oligotricha Schltr.
- Cyphia pectinata E.Wimm.
- Cyphia persicifolia C.Presl
- Cyphia phillipsii E.Wimm.
- Cyphia phyteuma (L.) Willd.
- Cyphia ramosa E.Wimm.
- Cyphia reducta E.Wimm.
- Cyphia revoluta E.Wimm.
- Cyphia richardsiae E.Wimm.
- Cyphia rogersii S.Moore
- Cyphia rupestris E.Wimm.
- Cyphia salteri E.Wimm.
- Cyphia schlechteri E.Phillips
- Cyphia smutsii E.Wimm.
- Cyphia stenodonta E.Wimm.
- Cyphia stenopetala Diels
- Cyphia stenophylla (E.Wimm.) E.Wimm.
- Cyphia stheno Webb
- Cyphia subtubulata E.Wimm.
- Cyphia sylvatica Eckl. & Zeyh.
- Cyphia tenera Diels
- Cyphia transvaalensis E.Phillips
- Cyphia triphylla E.Phillips
- Cyphia tysonii E.Phillips
- Cyphia ubenensis Engl.
- Cyphia undulata Eckl. ex C.Presl
- Cyphia volubilis (Burm.f.) Willd.
- Cyphia zeyheriana C.Presl